# 斯坦利·科伦
斯坦利·科伦（英語：Stanley Coren，1942年11月19日—）是一位心理学教授、神经心理学研究员，专攻于关于狗的智力、心理能力的研究，主要作品有《狗智慧：它们在想什么》（How Dogs Think: What the World Looks Like to Them and Why They Act the Way They Do）、《狗故事：人类历史上狗的爪印》（The Pawprints of history: Dogs and the course of human events）、《犬类智商》（The Intelligence of Dogs）等。